# Elizabeth Ruth

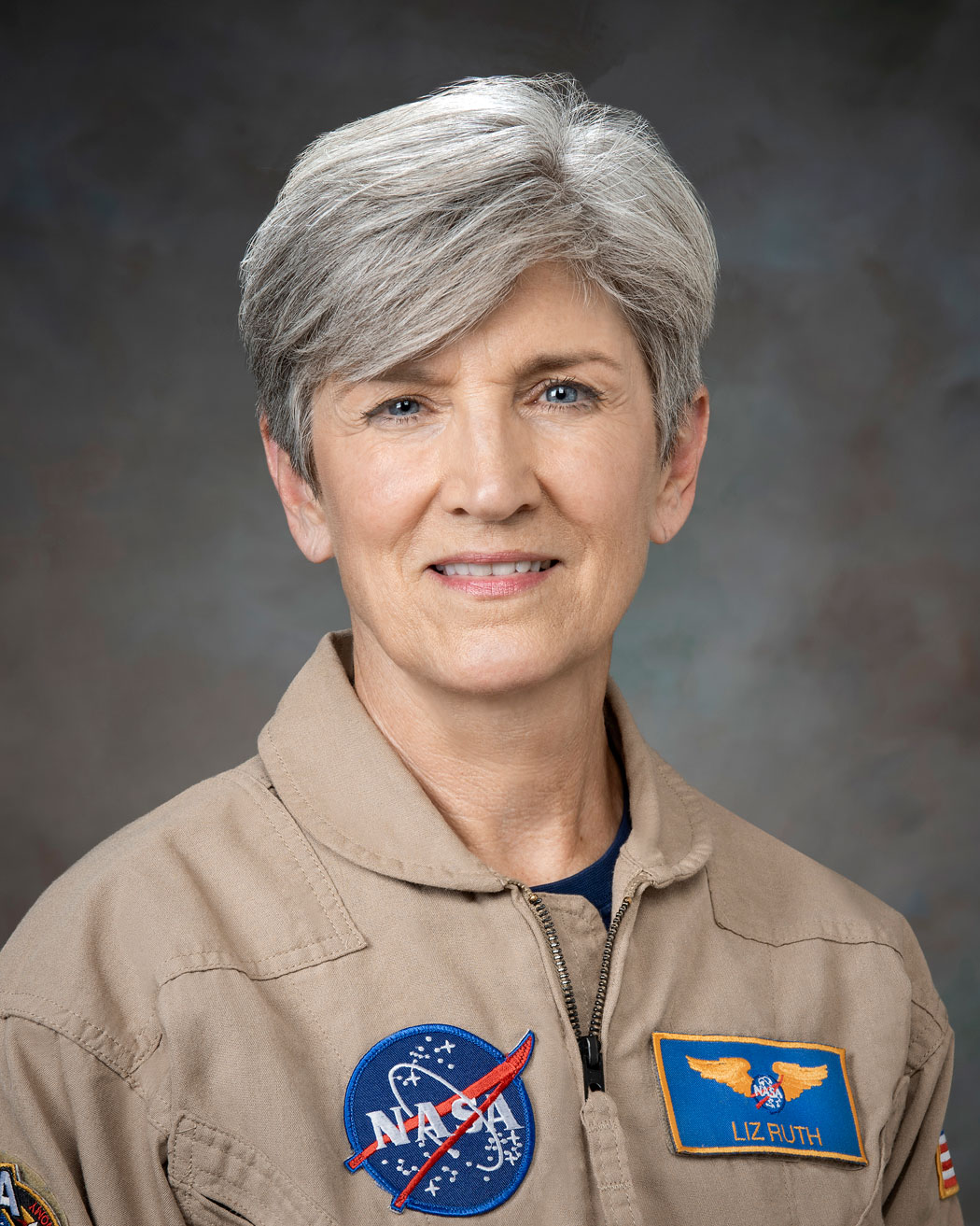
Elizabeth “Liz” Ruth, offizielles Photo des Flight Research Center (2018)

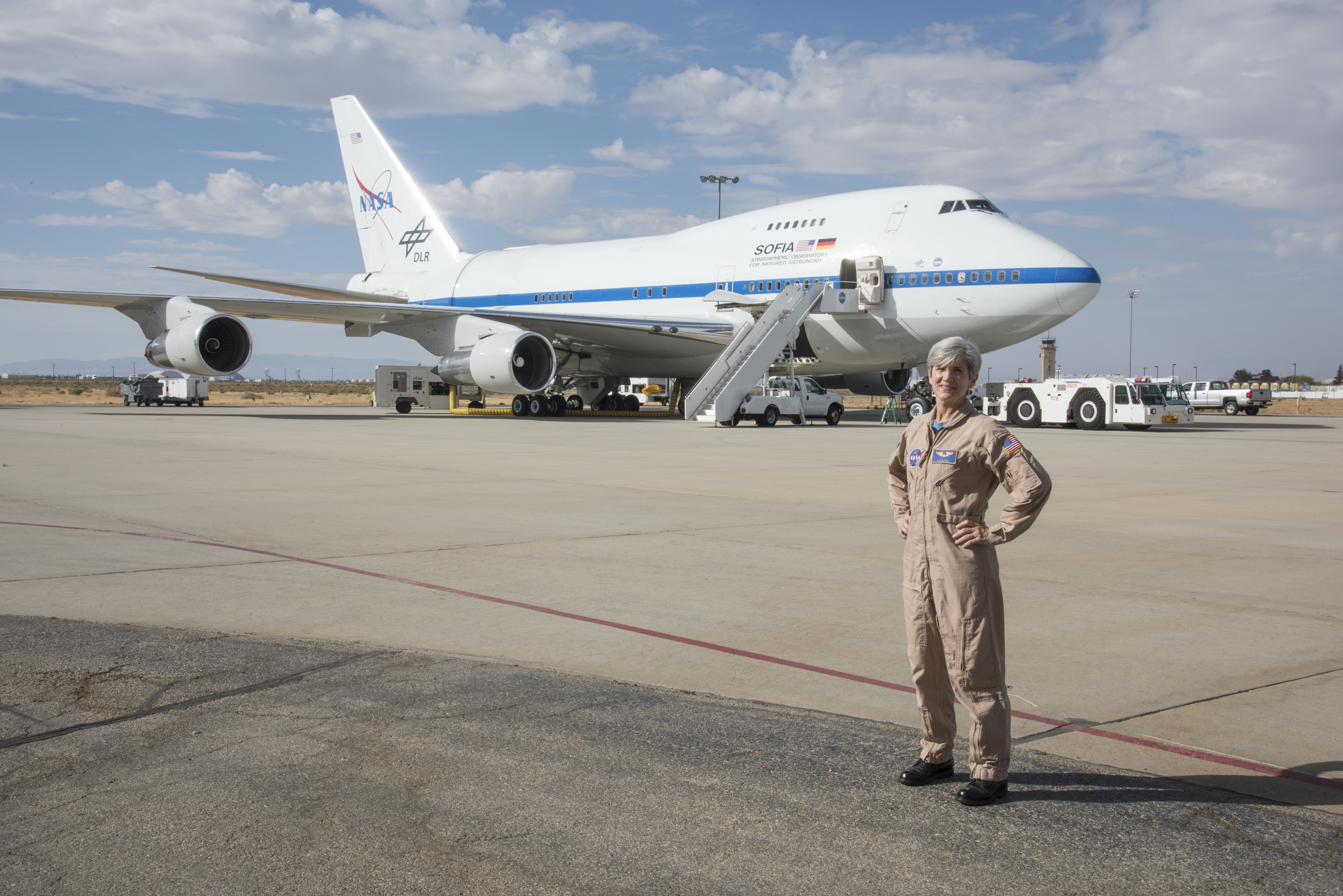
Elizabeth Ruth steht vor dem Flugzeug des Stratospheric Observatory for Infrared Astronomy (SOFIA), 2017

Elizabeth Ruth (* 20. Jahrhundert) ist eine US-amerikanische Forschungspilotin. Sie fliegt als einzige Pilotin für das Stratosphären-Observatorium für Infrarot-Astronomie.

## Leben und Werk
Ruth wuchs auf einem Marinestützpunkt in der Mojave-Wüste in einer Militärfamilie auf, in der ihr Vater ziviler Luftfahrtingenieur bei der Marine war. Sie trat in das Air Force Reserve Officer Training Corps ein und wurde für die Teilnahme am Pilotprogramm ausgewählt. Sie studierte mit einem ROTC-Stipendium der Air Force Betriebswirtschaftslehre an der University of Southern California und erhielt während ihrer Zeit beim Militär einen Master-Abschluss von der Embry-Riddle Aeronautical University, wo sie Kurse auf der McClellan Air Force Base in Sacramento, Kalifornien, besuchte.
Von 1981 bis 1989 war sie bei der US Air Force als aktive Pilotin Fluglehrerin, Kontrollpilotin und Flugzeugkommandantin für die Northrop T-38 Talon und die Boeing T-43. Sie erwarb den Rang eines Hauptmanns, bevor sie ihre Militärkarriere abschloss.
Nach dem Ausscheiden aus dem Militär war sie als Flugoffizierin und Ausbilderin bei United Airlines tätig. Sie flog als Pilotin auf internationalen und nationalen Strecken und arbeitete im United Training Center auch als akademische Ausbilderin sowie als Teammitglied für Computer Based Training und Advanced Qualification Trainingsprogramme. 2005 legte sie nach 16 Jahren bei United Airlines eine Familienpause für die Erziehung der drei Töchter ein.
2016 begann sie als einzige weibliche Pilotin bei dem Stratospheric Observatory for Infrared Astronomy (SOFIA), welches die NASA gemeinsam mit dem Deutschen Zentrum für Luft- und Raumfahrt (DLR) für Infrarotastronomie entwickelte. Sie fliegt dort die modifizierte Boeing 747SP mit dem weltweit größten luftgestützten astronomischen Observatorium.